# Barsukov Seamount
Barsukov Seamount är ett djuphavsberg i Antarktis. Det ligger i havet utanför Östantarktis. Argentina och Storbritannien gör anspråk på området. Trakten är obefolkad. Det finns inga samhällen i närheten.